# Schlacht um Dachau

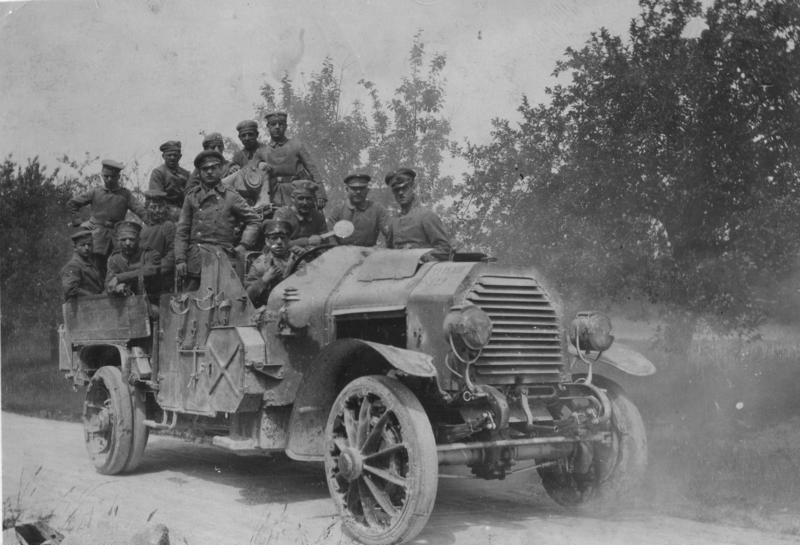
Gepanzerter LKW mit Soldaten der Weißen Garde auf dem Weg nach München

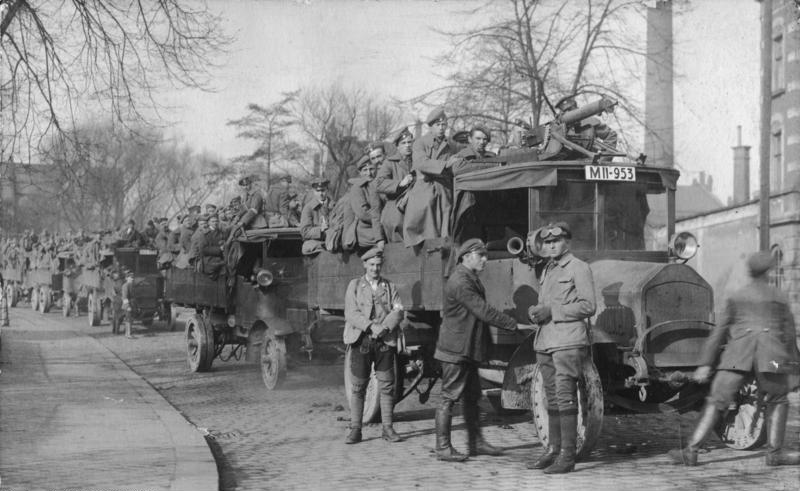
Fahrzeugkolonne mit MG und Infanteristen der Weißen Garde

Die Schlacht von Dachau am 16. April 1919 war Teil der bürgerkriegsartigen Kämpfe in und um München im Frühjahr 1919. Als die Münchner Räterepublik im April 1919 nach russischem bzw. ungarischen Vorbild gebildet wurde, sollte die „Rote Armee“ (Rotgardisten) die Räterepublik und ihre Errungenschaften verteidigen. Gegner waren die regierungstreuen „weißen“ Truppen (Weißgardisten), gebildet aus Reichswehr und Freikorpsverbänden. Der Markt Dachau war ein zentraler Ort der kriegerischen Auseinandersetzung. Auf beiden Seiten kämpften zumeist desillusionierte Weltkriegssoldaten.

## Vorgeschichte

### Ausrufung der Republik, Mord an Kurt Eisner und Münchner Räterepublik

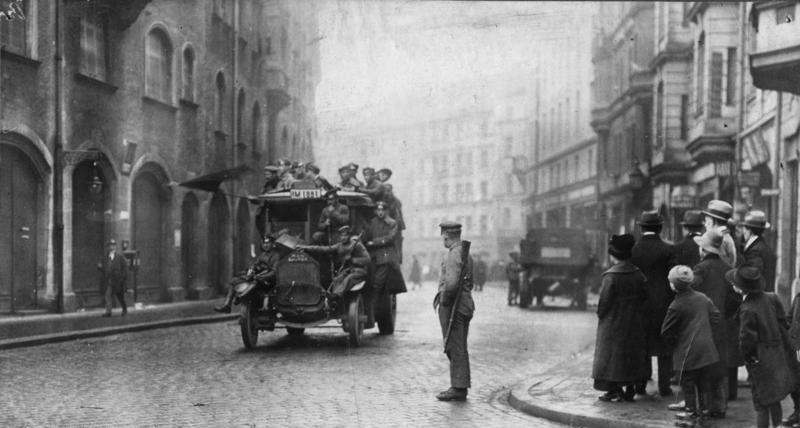
Revolutionäre Soldaten der Roten Armee auf einer Patrouillenfahrt in München

Am 25. November 1918, zwei Wochen nach der Ausrufung des „Freistaats Bayern“ durch Kurt Eisner in München, kam es in Dachau zur Bildung eines „Arbeiter-, Bauern- und Bürgerrates“. Initiiert wurde dieser vom konservativen christlichen Bauernverein. Hintergrund war der hohe Arbeiteranteil, verursacht durch die königliche Pulver- und Munitionsfabrik in Dachau (damals noch Markt Dachau), die bedingt durch den Waffenstillstand 1918, den Betrieb einstellen musste. Über 1000 der arbeitslosen Arbeiter der Pulver- und Munitionsfabrik Dachau („Pumpf“ genannt) waren bereits auf der Kundgebung vor Ausrufung der Republik auf der Münchner Theresienwiese anwesend. In den unruhigen Zeiten der direkten Nachkriegszeit wurde dies noch verschärft durch die Ermordung des bayerischen Ministerpräsidenten Kurt Eisner am 21. Februar 1919. Die SPD-Regierung Hoffmann floh daraufhin nach Bamberg und rief die Reichsregierung (vertreten durch Gustav Noske (SPD), dem Reichswehrminister unter dem „Reichsministerpräsidenten“ Philipp Scheidemann (SPD)), dazu auf, einzugreifen. Am 25. Februar 1919 begab sich eine 30 Mann starke Gruppe des Dachauer Soldatenrates nach Altomünster. Im Maierbräu sollte ein neuer Bauern- und Arbeiterrat von der Bevölkerung gewählt werden. Am 7. April 1919 rückte die „Rote Armee“ aus Dachau nach Altomünster aus und bestimmte den Maurer und Sozialdemokraten Georg Strobl zum neuen Bürgermeister von Altomünster. Zeitgleich am 7. April 1919 riefen Soldaten im Markt Dachau die kommunistische Räterepublik aus. Am Abend des gleichen Tages beschloss eine Betriebsversammlung der Dachauer Papierfabrikarbeiter in der Gastwirtschaft Hörhammer, ihren Betrieb in eine kollektive Gesellschaftsform zu überführen. Der Zeitzeuge Eugen Mondt merkte an, dass die Papierfabrik ab diesem Zeitpunkt begann Geld für die kommunistischen Revolutionäre zu drucken.

### Reaktion der Reichsregierung
Der Appell der Regierung Hoffmann wurde seitens der Reichsregierung erhört. In Pfaffenhofen an der Ilm waren das II. und das III. Armeekorps in räumlicher Nähe zu München stationiert. Am 15. April 1919 brach eine Einheit von 500 Soldaten mit dem Zug nach Dachau auf. Die Soldaten besetzten den Markt Dachau, verhängten den Belagerungszustand und unterbrachen die Zugverbindung nach München.

## Schlacht um Dachau

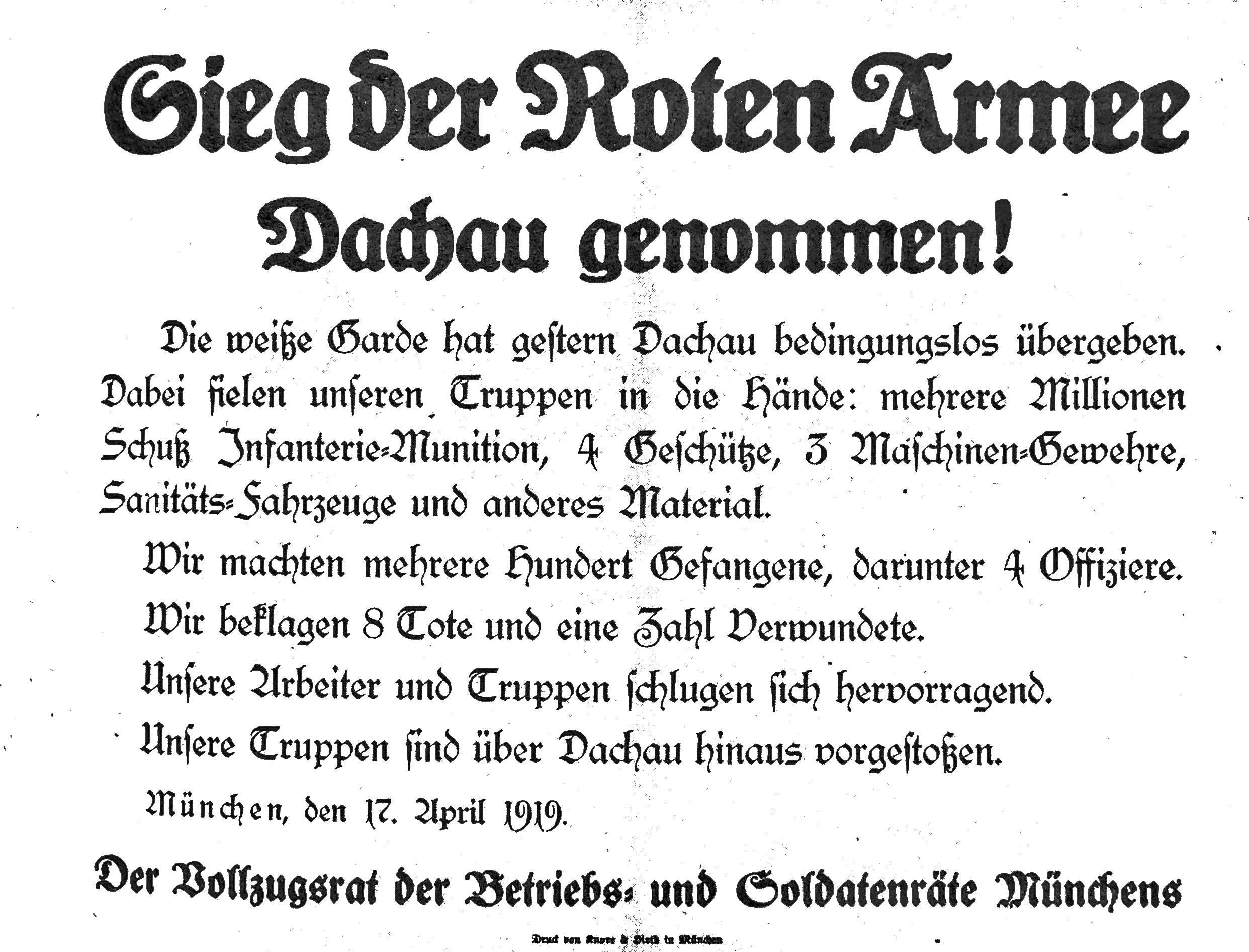
Flugblatt der Roten Armee der Münchner Räterepublik vom 17. April 1919

Die Münchner Räterepublik und die „Rote Armee“ als ausführende militärische Einheit, sahen Dachau als strategisch wichtigen Ort an, schon weil die Regierungstruppen Dachau besetzt hatten. Vielleicht auch wegen der strategischen Bedeutung der „Geldpresse“ in der Papierfabrik. Am 15. April 1919 strömten kleinere revolutionäre Gruppen zum nordwestlichen Stadtrand von München, um dort Schützenketten zu bilden. In kurzer Zeit wuchs die Truppe auf gut 1.000 Kämpfer an. Südlich der Straße Allach – Ludwigsfeld stießen die Roten auf den Feind, dessen Stärke auf rund 800 Mann geschätzt wurde. Es gelang ihnen, die von der Gegenwehr völlig überraschten Regierungstruppen nach Karlsfeld zurückzudrängen. Da die Angreifer – trotz ihrer guten Ausrüstung – weder über den notwendigen Kampfesmut verfügen, noch auf ihre bayerischen Kameraden schießen wollen, laufen viele Weiße zum Feind über oder fliehen zurück nach Dachau. Damit hat die Rote Armee ihren ersten Sieg errungen.
Die Truppe nahm Allach und Karlsfeld ein. Im Gasthaus zu Karlsfeld versammelten sich die Vertrauensleute und forderten, dass Ernst Toller, der im Weltkrieg Artillerieunteroffizier war, der Anführer sein sollte. Man erinnerte sich des Ausspruchs: „Oana muaß sein Kohlrabi herhalten, sonst gibts an Saustall, und wennst nix vastehst, wirst es lerna, die Hauptsach is, dich kennen wir.“
Die Bewaffneten um Abschnittskommandeur Ernst Toller rekrutierten sich vorzugsweise aus demobilisierten Soldaten und gerade entstandenen Arbeiterwehren. Völkerrechtswidrig gab es auch russische und italienische Kriegsgefangene als Freiwillige. Die Stärke von 800 Mann verteilte sich auf fünf Sturmbataillone, infanteristisch mit Gewehren und Maschinengewehren ausgerüstet. Hinzu kamen 60 Artilleristen mit sechs Geschützen. Die Truppe wurde noch ergänzt durch einen Nachrichtentrupp mit 40 Soldaten, 40 Pioniere, eine Abteilung von 20 Radfahrern und schließlich 15 Kavalleristen zu Pferd. Die ganze Truppe wurde von jüngeren Offizieren aus dem Weltkrieg gegliedert und es wurde ein „Generalstab“ gebildet. Es gab nun Abstimmungen mit dem Kriegsministerium in München, es wurden Karten von Dachau zur Aufklärung besorgt. Eine Einheit von 500 Arbeitern der Maffei-Lokomotivfabrik aus München-Allach erreichte derweil Karlsfeld.

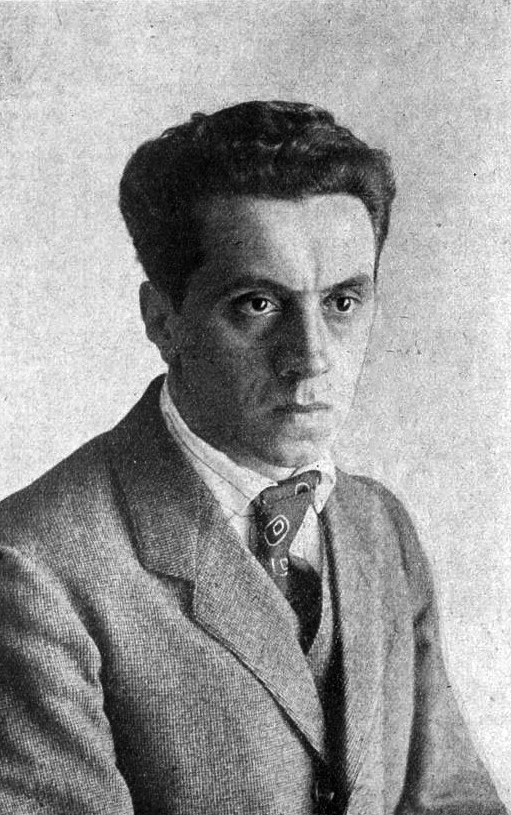
Ernst Toller (1923)

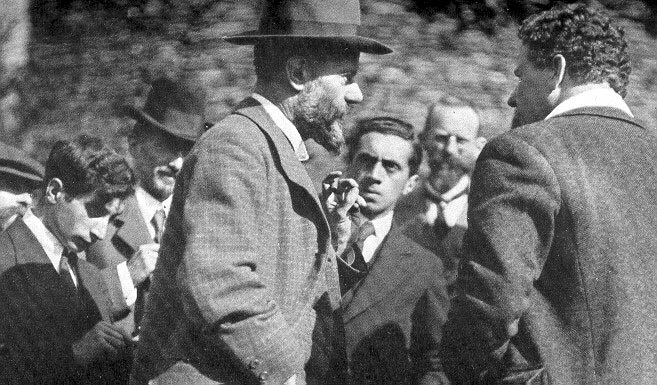
Max Weber auf der Lauenstein Tagung 1917 auf Burg Lauenstein (Frankenwald). Im Hintergrund Ernst Toller

Am 16. April 1919 erhielt Toller in seinem Hauptquartier Karlsfeld aus München den Befehl, Dachau mit Geschützen zu beschießen. Toller lehnte wegen der zu erwartenden zivilen Opfer dies strikt ab, schließlich hatte er als Artillerist im Weltkrieg gesehen, wie verheerend die Geschützeinwirkung sein konnte und erlitt 1917 einen Nervenzusammenbruch wegen der Zerstörung. Zudem wusste Toller, dass die bäuerliche Bevölkerung auf Seiten der Revolutionäre stand, daher verbot sich ein Geschützeinsatz umso mehr. Toller vereinbarte mit dem Gegner, Mannstärke rund 500 Soldaten, eine Waffenruhe von zwölf Uhr mittags bis sechs Uhr abends. Dazu forderte er in einem Ultimatum einen Rückzug der weißen Truppen bis hinter die Donaulinie, die Freilassung der am 13. April entführten Mitglieder des Zentralrats sowie die sofortige Aufhebung der gegen München verhängten Hungerblockade. Insbesondere die Hungerblockade der Reichsregierung einte die Aufständischen, Arbeiter wie Bauern. Angesichts der Nahrungsknappheit seit Kriegsbeginn wurde eine Hungerblockade als Krieg einer Regierung gegen das Volk begriffen.
Nachmittags um vier Uhr, donnerten die Geschütze der Roten, entgegen der Anweisung Tollers. Toller war entsetzt. Der Situation folgend marschierten die Infanteristen auf Dachau zu. Am 16. April 1919 gelang es den Truppen unter Toller, mit 5 Sturmbatalionen, die bis dorthin vorgerückten „weißen“ Regierungstruppen, aus Dachau zu vertreiben. Allerdings gab es Hilfe von Seiten der Bevölkerung: Arbeiterinnen der Dachauer Munitionsfabrik fielen den Weißgardisten in den Rücken und beschimpften die Kanoniere. Andere Arbeiter eilten ihnen zu Hilfe. Sie entwaffnen die Truppen, trieben und prügelten sie aus der Stadt. Der Kommandant der Weißen, ein Major, rettete sich auf einer Lokomotive zurück Richtung Pfaffenhofen an der Ilm. Die gegnerischen Truppen wichen schließlich mit den verbleibenden Kräften, nachdem sie einen Maschinengewehrstand am Dachauer Bahnhof räumten, bis in das 30 Kilometer weiter nördlich gelegene Pfaffenhofen a.d. Ilm zurück. Gründonnerstagabend wurde der Markt mit Blasmusik besetzt. Neues Hauptquartier von Toller war nun das Amtsgericht Dachau. Später behaupteten die Regierungstruppen, dass es zu wüsten Übergriffen der „Roten Armee“ auf die Dachauer Bevölkerung kam. Gerichtsuntersuchungen ergaben später, dass die Vorwürfe nicht stimmten, allerdings gab es eine ausgeprägte Wilderei und diverse Einbrüche. Es kam auch zu Verhaftungen von Adligen der Region, wie der Baron von Schätzler aus Sulzemoos, die Familie Vequel-Westnach in Kammerberg oder Graf von Spretti in Unterweilbach, weil man sie der Spionage für die „Weißen“ beschuldigte. Graf von Spretti stellte tatsächlich sein Anwesen den später angreifenden Reichssoldaten als Hauptquartier zur Verfügung.

## Resultate der Schlacht um Dachau
Faktisch war die Schlacht um Dachau eher ein Scharmützel: Auf Seiten der Freikorps fallen vier Offiziere, knapp 50 Mann werden gefangen genommen (Fünf Offiziere und 36 Soldaten). Die Rote Armee verlor acht Mann. Den Roten fielen mehrere Millionen Schuss Infanterie-Munition, 4 Geschütze, 3 Maschinen-Gewehre, Sanitätsfahrzeuge und anderes Material in die Hände. Dennoch wurde der Rückzug der Regierungstruppen von kommunistischer Seite als Triumph gefeiert, obwohl es kaum mehr war als ein Interimssieg. Toller erhielt den Befehl aus München, die Offiziere vor ein Standgericht zu stellen. Toller vermerkte dazu 1933: „Ich zerreiße den Befehl, Großmut gegenüber dem besiegten Gegner ist die Tugend der Revolution ...“
Der Coup der Roten Armee hatte seine Ursache aber wohl darin, dass die Regierungstruppen zu schnell und zu weit vorgestoßen waren, gleichzeitig aber die wahre Stärke der Roten Armee erheblich überschätzten. Zeitgenössische Schätzungen kamen auf bis zu 60.000 Angehörige. Jüngere Untersuchungen gehen dagegen lediglich von 9.000 bis 10.000 Mitgliedern aus. Die Führung stellte ein Handicap dar, da sie schlecht auf die Aufgabe vorbereitet war und kaum als Autorität anerkannt wurde. Die Befehlshaber waren der Oberkommandierende Rudolf Egelhofer, der Chef des Generalstabs Erich Wollenberg, Hermann Taubenberger, der Kommandant der Dachauer Truppen Ernst Toller, ein damals 25-jähriger Dichter mit einer pazifistischen Grundeinstellung, und sein Stellvertreter Gustav Klingelhöfer. Die Rote Armee hatte zudem mit erheblicher Fluktuation zu kämpfen, da einfachen Truppenangehörigen praktisch nach eigenem Gutdünken an den Einsätzen teilnahmen oder ihnen fernblieben. Faktisch gab es keine Befehle, sondern demokratische Abstimmungen über die kommenden Aktionen. Soldatisches Gehabe galt als „Ludendorfferei“. Dienstgrade wurden durch ein vertrauliches „Du“ der oft sehr jungen Soldaten ersetzt.

## Verteidigung Dachaus nach der Eroberung
In Dachau selbst waren kaum noch die Hälfte der 2.000 Kämpfer verblieben. Ein Vorrücken in die Holledau den „Weißen“ entgegen war unmöglich. Tollers Truppen waren wohl auch nicht übermäßig von Idealismus getrieben, denn viele hatten sich den Revolutionären angeschlossen, weil es 10 Mark Sold pro Tag gab, dazu freie Verpflegung und Kleidung. Die „Rote Armee“ hob Schützengräben aus und bezog Maschinengewehrnester. Die Ortschaften Etzenhausen, Breitenau und Günding bildeten Punkte einer Verteidigungslinie. Auf dem Dachauer Schlossberg standen 2 Geschütze, am südlichen Schlossberg 6 Geschütze, 4 Geschütze in Karlsfeld und eines an der Augsburger Straße. Auf dem Flugfeld in Schleißheim hatten die „Roten“ zwei Flugzeuge stehen, die allerdings sabotiert wurden. Um den 24. April 1919 bestand die Rote Armee im Raum Dachau aus rund 1.200 Soldaten.
Am 20. bis 24. April kam es bei Augsburg zu schweren Kämpfen, die mit der Niederlage der Roten Armee endeten. Hartnäckige Kämpfe entwickelten sich auch bei Fürstenfeldbruck und es war nur eine Frage der Zeit, wann Dachau angegriffen würde.

## Vertreibung der Roten Armee aus Dachau und Einnahme von München

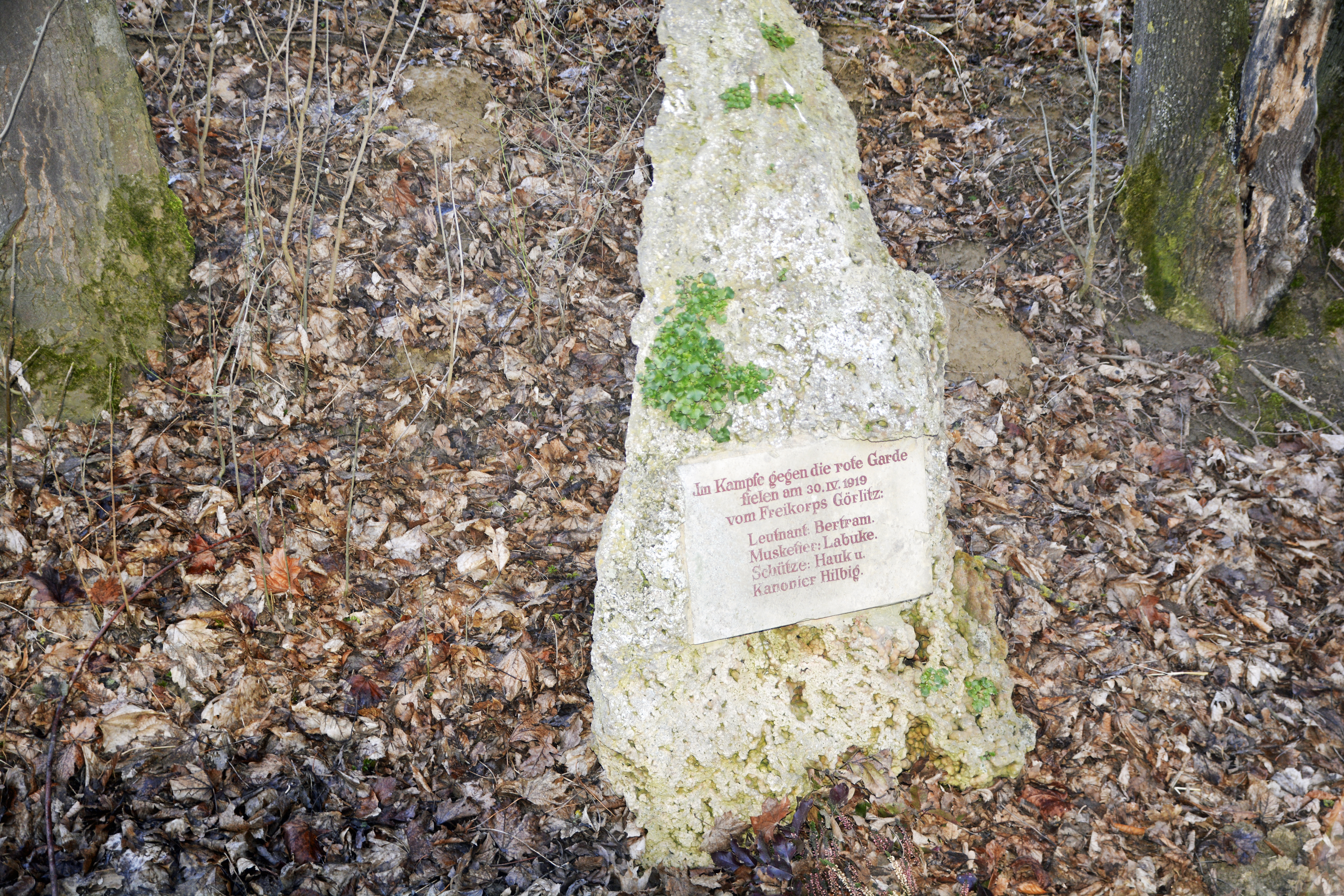
Feldgedenkstein der Schlacht um Dachau (1919), Pellheimer Straße zwischen Pellheim (Dachau) und Webling (Dachau): Inschrift: Im Kampf gegen die Rote Garde fielen am 30. IV. 1919 vom Freikorps Görlitz – Leutnant Bertram, Musketier Labuke, Schütze Hauk u. Kanonier Hilbig.

Als Reichswehr und Freikorps am 30. April 1919 erneut von Röhrmoos auf München vorrückten, mussten die meisten Außenposten der Roten Armee rasch geräumt werden. Gegen 13:30 Uhr kam es bei Etzenhausen zu einem einstündigen Gefecht. Der Markt Dachau wurde am 30. April 1919 aufgegeben und die Rote Armee dort vom Freikorps-Panzerzug „Görlitz“, dazu bayerische und württembergische Regimenter im Namen der Berliner Regierung vertrieben. Gegen 16 Uhr war Dachau nahezu kampflos eingenommen worden und die Rote Armee zog sich nach München zurück. Anführer der rechtsradikalen Freikorps-Soldaten war Franz Ritter von Epp. Gefangengenommene „Rote“ wurden unmittelbar erschossen, vor der standrechtlichen Urteilsvollstreckung wurden ihnen die Stiefel ausgezogen. Kolbermoor kapitulierte am 3. Mai 1919. Im Häuserkampf, der die am 1. Mai 1919 einsetzenden kriegerischen Auseinandersetzungen in München kennzeichnete, trat die Rote Armee nicht mehr als geschlossener Kampfverband in Erscheinung. Im Mai 1919 wurde München von den „weißen“ Truppen mit einer Gesamtstärke von rund 35.000 Soldaten eingenommen. Es folgte eine Woche von Mord und Totschlag mit Hunderten von Opfern. Diese Phase nannte man auch den „weißen“ Terror der Gegenrevolution, die auch angeheizt wurde durch Aktivisten der Thule-Gesellschaft, aus deren Reihen schon das Attentat gegen Kurt Eisner geführt wurde. Es kam zu Hinrichtungen selbst von Frauen und Mädchen, auf deren Geschlechtsteile und Unterleibe geschossen wurde. Nach offiziellen Angaben forderte die Niederschlagung der Räterepublik 625 Todesopfer, 82 von ihnen waren „Weiße“. Am Ende der Straßenkämpfe in München waren es mehr als 1.000 Menschen, die ihr Leben ließen. Die Revolution fand ihr blutiges Ende.